# Hodžalinski rajon
Hodžalinski rajon (azerski: Xocalı rayonu, armenski: Խոջալուի շրջան) je jedan od 66 azerbajdžanskih rajona. Hodžalinski rajon se nalazi na jugu Azerbajdžana. Središte rajona je Hodžali. Površina Hodžalinskog rajona iznosi 970 km². Hodžalinski rajon je prema popisu stanovništva iz 2009. imao 26.047 stanovnika, od čega su 12.751 muškarci, a 13.296 žene.
Cijeli rajon se od Prvog rata u gorskom Karabahu nalazio pod kontrolom Gorskog Karabaha, a u drugom ratu 2020. je dijelom vraćen pod nadzor Azerbajdžana.